# NGC 626
NGC 626 este o galaxie spirală barată situată în constelația Sculptorul. A fost descoperită în 4 septembrie 1834 de către John Herschel.